# Le Pradal
Le Pradal is een gemeente in het Franse departement Hérault (regio Occitanie) en telt 191 inwoners (1999). De plaats maakt deel uit van het arrondissement Béziers.

## Geografie
De oppervlakte van Le Pradal bedraagt 3,8 km², de bevolkingsdichtheid is 50,3 inwoners per km².
De onderstaande kaart toont de ligging van Le Pradal met de belangrijkste infrastructuur en aangrenzende gemeenten.

## Demografie
Onderstaande figuur toont het verloop van het inwonertal (bron: INSEE-tellingen).